# École française Marcel-Pagnol
L’École française Marcel-Pagnol d’Abuja est un établissement d'enseignement français au Nigéria.

## Présentation
L'établissement est homologué par le ministère français de l'Éducation nationale et conventionné avec l'Agence pour l'enseignement français à l'étranger.
Elle accueille actuellement 473 élèves - dont 30 Français - de l'école primaire (de la petite section de maternelle au CM2), du collège (de la 6e à la 3e), et du lycée (de la seconde à la terminale) dans des classes homologuées par l'AEFE.

## Historique
L'école a été fondée en 1998.
Installée initialement dans le Life Camp BNL (Ouest de la ville), elle est installée depuis avril 2010 dans de nouveaux bâtiments du quartier de Prince and Princess Estate (Sud de la ville).
Depuis 2011, sont proposées des classes bilingues français-anglais.